# عمر نونيز
عمر نونيز (بالإسبانية: Omar Núñez)‏ هو سباح نيكاراغوي، ولد في 12 ديسمبر 1983.

## وصلات خارجية
- عمر نونيز على موقع الاتحاد الدولي للسباحة (الإنجليزية)
- عمر نونيز على موقع اللجنة الأولمبية الدولية (الإنجليزية)
- عمر نونيز على موقع أوليمبيديا (الإنجليزية)